# Bečki kongres
Bečki kongres bio je skup predstavnika glavnih europskih političkih sila, koji se održao u Beču od 1. rujna 1814. do 9. lipnja 1815., pod predsjedanjem austrijskog državnika Klemensa Wenzela von Metternicha. Nakana kongresa bilo je uređenje novih granica na političkoj karti Europe nakon vojnog poraza Napoleonove Francuske i Napoleonova izgona na otok Elbu.
Rasprava je bila u tijeku i u vrijeme Napoleonova povratka iz izgnanstva i njegova ponovnog preuzimanja vlasti u Francuskoj, u ožujku 1814. Konačni dokument kongresa potpisan je devet dana prije zadnjeg Napoleonova poraza u bitci kod Waterlooa.
Kongres se bavio oblikovanjem čitave Europe nakon Napoleonskih ratova, izuzevši mirovne pregovore s Francuskom, koji su već bili odlučeni Pariškim mirovnim sporazumom, potpisanim 30. svibnja 1814.
Glavni cilj velikih sila bio je obnova političkih odnosa, a to je značilo obnovu država koje su u Europi postojale prije Napoleonovih ratova i vraćanje na vlast prognanih kraljevskih dinastija.

## Sudionici kongresa
Na kongresu je sudjelovalo više predstavnika država. Habsburšku monarhiju zastupli su ministar vanjskih poslova Metternich, te njegov zamjenik barun Wessenberg. Prusiju su predstavljali kancelar Karl August von Herdenberg i diplomat Wilhelm von Humboldt. Aleksandar I. car Rusije, uglavnom je osobno zastupao svoju zemlju, premda je kao vođu poslanstva imenovao grofa Neselrodea. Veliku Britaniju je isprva predstavljao ministar vanjskih poslova lord Castlereagh, potom, od veljače 1815., vojvoda od Wellingtona, te na koncu i grof od Clancartyja. Francuskoga kralja Luja XVIII. zastupao je njegov ministar vanjskih poslova Charles Maurice de Talleyrand-Perigord.
U početku su predstavnici pobjedničkih zemalja nastojali isključiti francusko izaslanstvo iz stvarnih pregovora, no Talleyrand se spretnim potezima uspio vratiti među sudionike već u prvom mjesecu razgovora. U nekim se pitanjima na sudjelovanje pozvana i predstavnici Španjolske (markiz od Labradora), Portugala (grof od Palmele i dvojica njegovih pomoćnika), Švedske (Carl Löwenheim), a u pitanjima koja su se ticala Nijemaca predstavnici Hannovera, Bavarske i Württemberga.
Većina izaslanstava, međutim, nije stvarno i neprestano sudjelovala u radu kongresa, jer je njegov domaćin, Franjo II., car Svetog Rimskog Carstva (od 1804. pod imenom Franjo I., car Austrije), priređivao zabave i balove, te je princ od Lignea izrekao svoj poznati komentar: „Kongres ne radi, on pleše“.

## Teritorijalne promjene
- Austrija je ponovno dobila nadzor nad Tirolom i Salzburgom, nad Ilirskim pokrajinama, područjem Lombardije i Venecije. Nekadašnje područje jugozapadne Njemačke ostalo je u vlasti Baden-Württemberga.
- Papinska država bila je obnovljena u svom nekadašnjem opsegu, s izuzetkom Avignona i grofovije Venaissin, koji su ostali dio Francuske.
- Habsburgovcima je vraćena vlast nad Vojvodstvom Modene i nad Toskanom.
- Vojvodstva Parma i Guastall dodijeljena su Mariji Lujzi, Napoleonovoj ženi iz doma Habsburg.
- Dinastiji Bourbon-Parma dodijeljeno je Vojvodstvo Lucca, koje će imati pravo na Parmu nakon smrti Marije Lujze.
- Bourbon Ferdinand IV., kralj Sicilije ponovno je zavladao Napuljskim kraljevstvom.
- Rusiji je dodijeljeno Varšavsko Vojvodstvo (Poljska), te joj je dozvoljeno da zadrži Finsku (anektirana 1809.)
- Prusiji su dodijeljene dvije petine Saske, dijelovi Varšavskoga Vojvodstva, Gdanjsk i Porajnje i Vestfalija.
- Od 39 država (umjesto prijašnjih 300) stvorena je Njemačka konfederacija na čijem je čelu bio austrijski car. U tu konfederaciju nisu uključeni svi dijelovi Austrije i Prusije.
- Dinastiji Orange dodijeljena je Nizozemska Republika i Austrijska Nizozemska (otprilike današnja Belgija), kojom će vladati kao Nizozemskim Kraljevstvom, te Veliko Vojvodstvo Luksemburg, koje će pripadati i Njemačkoj konfederaciji.
- Norveška je kroz personalnu uniju pripala Švedskoj.
- Švedska je Prusiji prepustila svoj dio Pomeranije.
- Zajamčena je neutralnost Švicarskoj.
- Hannover je Danskoj prepustio Vojvodstvo Lauenberg, ali je preuzeo zemlje koje su pripadale biskupu Münstera, te nekadašnu Prusku istočnu Friziju, te je postao kraljevstvo.
- Priznata su dotadašnja teritorijalna širenja Bavarske, Württemberga, Badena, Hesse-Darmstadta i Nassaua. Bavarska je dobila i nadzor nad Falačkom i dijelovima napoleonskog Vojvodstva Würzburg te Velikog Vojvodstva Frankfurta, dok je Hesse-Darmstadt, u zamjenu za Vestfaliju prepuštenu Prusiji, dobio Mainz.
- Osuđena je trgovina robovima.
- Za mnoge je rijeke zajamčena sloboda plovidbe.

## Poljsko-saska kriza
Najprijepornije pitanje kongresa bila je tzv. Poljsko-saksonska kriza. Rusija i Prusija predložile su dogovor prema kojem bi većina pruskih i austrijskih pokrajina u Poljskoj pripale Rusiji, koja bi pak utemeljila neovisno poljsko kraljevstvo u personalnoj uniji s Rusijom i Aleksandrom kao kraljem. U zamjenu, Prusi bi dobili čitavu Saksoniju, čiji kralj se nije dovoljno rano suprotstavio Napoleonu. Austrijanci, Francuzi i Britanci nisu odobravali taj plan, te su na Talleyrandov nagovor, potpisali tajni ugovor 3. siječnja 1815. prema kojem će, ako je potrebno, i ratom spriječiti takav tijek događaja.
Premda nijedna od ove tri zemlje nije bila spremna za rat, Rusija je popustila, te je došlo do sporazuma. Rusija je tako dobila najveći dio napoleonskog Varšavskog Vojvodstva, ali bez okruga Poznan, koji je prepušten Prusiji, te bez Krakova koji je postao slobodan grad. Prusiji je pripalo 40 posto Saske, dok je ostatak vraćen kralju Frederiku Augustu I.

## Ostale promjene
Glavni rezultati Bečkog kongresa, osim potvrde Francuskog gubitka teritorija osvojenog od 1795. do 1810., što je već bilo uređeno Pariškim sporazumom, bili su: širenje Rusije i Prusije, konsolidacija Njemačke, čiji je teritorij s prijašnjih 300-tinjak država i državica sveden na 39, koje su pak uključene u Njemačku konfederaciju pod vodstvom Prusije i Austrije.
Kraljevstvo Piemonte-Sardinija povratilo je svoj kopneni teritorij, a zavladalo je i Genovom, te će kasnije poslužiti kao jezgra stvaranja jedinstvene Italije.
Ujedinjeno kraljevstvo Velike Britanije i Irske dobilo je dijelove „Zapadnih Indija“ na račun Nizozemske i Španjolske, te je zadržalo bivše nizozemske kolonije na Cejlonu i u južnoj Africi. Zadržalo je i Maltu i Helgoland u Sjevernom moru. Još je po Pariškom sporazumu Britaniji pripala država jonskih otoka, te Sejšeli.

## Kasnije kritike Bečkog kongresa
Bečkom kongresu upućivane su kritike već u 19. st., a upućivali su ih i kasniji povjesničari, zbog ignoriranja nacionalnih i liberalnih pokreta koji su se već počeli pojavljivati. Taj kongres bio je sastavni dio onog što je kasnije nazvano konzervativnim poretkom u kojem su se mir i stabilnost postizali na račun sloboda i građanskih prava povezanih s Francuskom revolucijom i Američkim ratom za nezavisnost.
Drugi će ipak priznati da je ovim kongresom kroz sljedećih gotovo sto godina spriječeno izbijanje većeg rata na europskim prostorima.

## Unutarnje poveznice
- Sporazum iz Fontainebleaua 11. travnja 1814.
- Deklaracija Bečkog kongresa 13. ožujka 1815. (eng.)
- Bečki sporazum 9. lipnja 1815. (eng.)
- Bečki sporazum 9. lipnja 1815. (eng.)
- Bečki sporazum (Sedma koalicija), Sporazum koalicije protiv Bonapartea, između Velike Britanije i Austrije, Pruske i Rusije. Potpisan u Beču 25. ožujka 1815.